# Love in the Rough
Love in the Rough (bra Jogo de Amor) é um filme estadunidense de 1930, do gênero comédia musical, dirigido por Charles Reisner.
Trata-se de um remake do filme mudo Spring Fever.